# Brutelles
Brutelles é uma comuna francesa na região administrativa de Altos da França, no departamento de Somme. Estende-se por uma área de 6,29 km². Em 2010 a comuna tinha 211 habitantes (densidade: 33,5 hab./km²).